# Butelie de Leyda

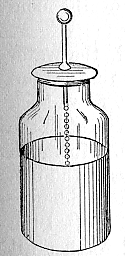
Butelie de Leyda, descrisă într-o carte de fizică din 1914

Butelia de Leyda este unul dintre primele dispozitive care permit acumularea sarcinii electrice.
A fost inventată în 1745 de către Ewald Georg von Kleist, dar independent și de Pieter van Musschenbroek un an mai târziu.
Numele a fost dat de acesta din urmă după orașul neerlandez Leyda. A fost folosită în experimente de estimare a vitezei luminii de Jean Antoine Nollet.

## Descriere
O butelie de Leyda în forma ei originală era alcătuită dintr-un recipient de sticlă, căptușită cu metal la exterior (o foiță de staniol) și la interior.
Partea metalică ce acoperă recipientul formează armătura exterioară.
Prin dopul recipientului trece o bară care este cuplată printr-un fir (sau lanț) de căptușeala interioară și care împreună formează armătura interioară.
Încărcarea buteliei se face prin cuplarea armăturii interioare la un generator electrostatic.
Legând printr-un conductor cei doi poli ai buteliei, are loc descărcarea acesteia.
Butelia de Leyda a jucat un rol important în istoria electricității, fiind primul dispozitiv de stocare a sarcinii electrice, utilizat apoi în experiențele ulterioare  și stând la baza condensatorului electric de mai târziu.